# Bahnstrecke Kirchheim (Teck) Süd–Weilheim (Teck)
| Streckennummer (DB): | 4611                    |                                   |                                   |
| Kursbuchstrecke (DB): | ehemals 761, zuvor 317e |                                   |                                   |
| Kursbuchstrecke: | 325b (1946)             |                                   |                                   |
| Streckenlänge: | 7,74 km                 |                                   |                                   |
| Spurweite: | 1435 mm (Normalspur)    |                                   |                                   |
| |                         |                                   |                                   |
| \| \| \| von Wendlingen (Neckar) \| \| \| \| 0,00 \| Kirchheim (Teck) Süd \| 317 m \| \| \| \| nach Oberlenningen \| \| \| \| 1,46 \| Jauchertbach \| Jauchertbach \| \| \| 1,58 \| Kirchheim (Teck)-Bohnau \| 322 m \| \| \| 1,84 \| Gießnaubach \| Gießnaubach \| \| \| 3,15 \| Kirchheim (Teck)-Jesingen \| 331 m \| \| \| 4,17 \| Firma Keller \| Firma Keller \| \| \| 4,40 \| Lindach \| Lindach \| \| \| 4,90 \| Industriegebiet Holzmaden \| Industriegebiet Holzmaden \| \| \| 5,31 \| Holzmaden \| 356 m \| \| \| \| Schnellfahrstrecke Wendlingen–Ulm \| \| \| \| 7,74 \| Weilheim (Teck) \| 385 m \| |                         |                                   |                                   |
| Strecke |                         | von Wendlingen (Neckar)           | von Wendlingen (Neckar)           |
| Haltepunkt / Haltestelle | 0,00                    | Kirchheim (Teck) Süd              | 317 m                             |
| Abzweig ehemals geradeaus und nach rechts |                         | nach Oberlenningen                | nach Oberlenningen                |
| Brücke über Wasserlauf (Strecke außer Betrieb) | 1,46                    | Jauchertbach                      | Jauchertbach                      |
| Haltepunkt / Haltestelle (Strecke außer Betrieb) | 1,58                    | Kirchheim (Teck)-Bohnau           | 322 m                             |
| Brücke über Wasserlauf (Strecke außer Betrieb) | 1,84                    | Gießnaubach                       | Gießnaubach                       |
| Haltepunkt / Haltestelle (Strecke außer Betrieb) | 3,15                    | Kirchheim (Teck)-Jesingen         | 331 m                             |
| Abzweig geradeaus und von links (Strecke außer Betrieb) | 4,17                    | Firma Keller                      | Firma Keller                      |
| Brücke über Wasserlauf (Strecke außer Betrieb) | 4,40                    | Lindach                           | Lindach                           |
| Abzweig geradeaus und nach rechts (Strecke außer Betrieb) | 4,90                    | Industriegebiet Holzmaden         | Industriegebiet Holzmaden         |
| Bahnhof (Strecke außer Betrieb) | 5,31                    | Holzmaden                         | 356 m                             |
| Kreuzung geradeaus unten (Strecke geradeaus außer Betrieb) |                         | Schnellfahrstrecke Wendlingen–Ulm | Schnellfahrstrecke Wendlingen–Ulm |
| Kopfbahnhof Streckenende (Strecke außer Betrieb) | 7,74                    | Weilheim (Teck)                   | 385 m                             |

Die Bahnstrecke Kirchheim (Teck) Süd–Weilheim (Teck) war eine 7,74 Kilometer lange Nebenbahn in Baden-Württemberg. Die normalspurige und mittlerweile stillgelegte Stichbahn zweigte im Stadtgebiet von Kirchheim unter Teck von der Bahnstrecke Wendlingen (Neckar)–Oberlenningen ab.
Nach einer im Juni 2024 vorgestellten Machbarkeitsstudie wird erwogen, die Strecke zu reaktivieren und in das Netz der S-Bahn Stuttgart zu integrieren.

## Geschichte

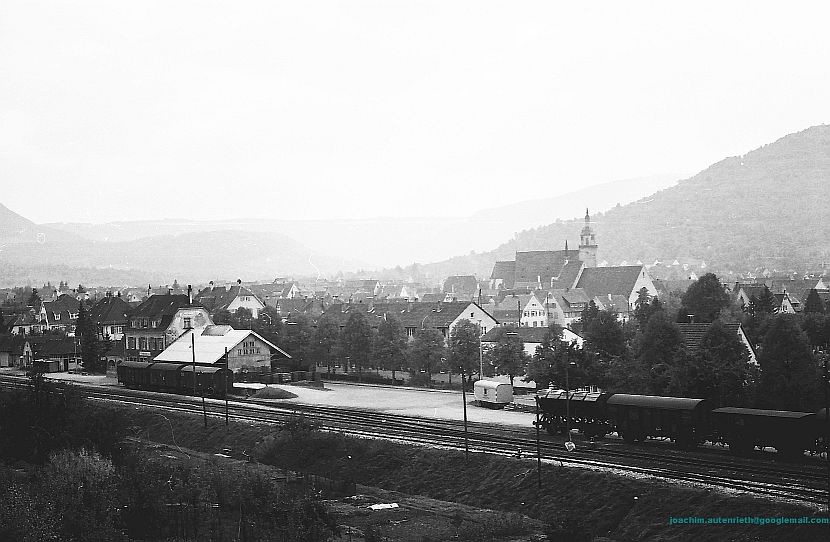
Der Endbahnhof Weilheim (Teck) um 1963

Nachdem Kirchheim bereits ab 1864 und Oberlenningen ab 1899 an das Eisenbahnnetz angeschlossen waren, eröffneten die Königlich Württembergischen Staats-Eisenbahnen am 15. September 1908 auch die Strecke von Kirchheim (Teck) Süd über Jesingen und Holzmaden nach Weilheim (Teck). Der Haltepunkt Kirchheim (Teck)-Bohnau ging dabei erst nach dem Zweiten Weltkrieg in Betrieb. Betrieblich gesehen verzweigten sich die beiden Strecken bereits im Bahnhof Kirchheim (Teck). Am Haltepunkt Kirchheim Teck (Süd) – dem Nullpunkt der Kilometrierung – verliefen die beiden Gleise bereits getrennt voneinander.
Der Personenverkehr nach Weilheim wurde am 25. September 1982 auf Bahnbusse umgestellt. Etwa 1985 wurde dann auch der Güterverkehr im Abschnitt Holzmaden–Weilheim aufgelassen, der Abschnitt am 31. März 1988 offiziell stillgelegt und anschließend entwidmet. Zuletzt folgte am 1. August 1995 die Gesamtstilllegung des verbliebenen Abschnitts bis Holzmaden, der noch bis zum 25. September 1994 im Güterverkehr bedient wurde.

## Gegenwart

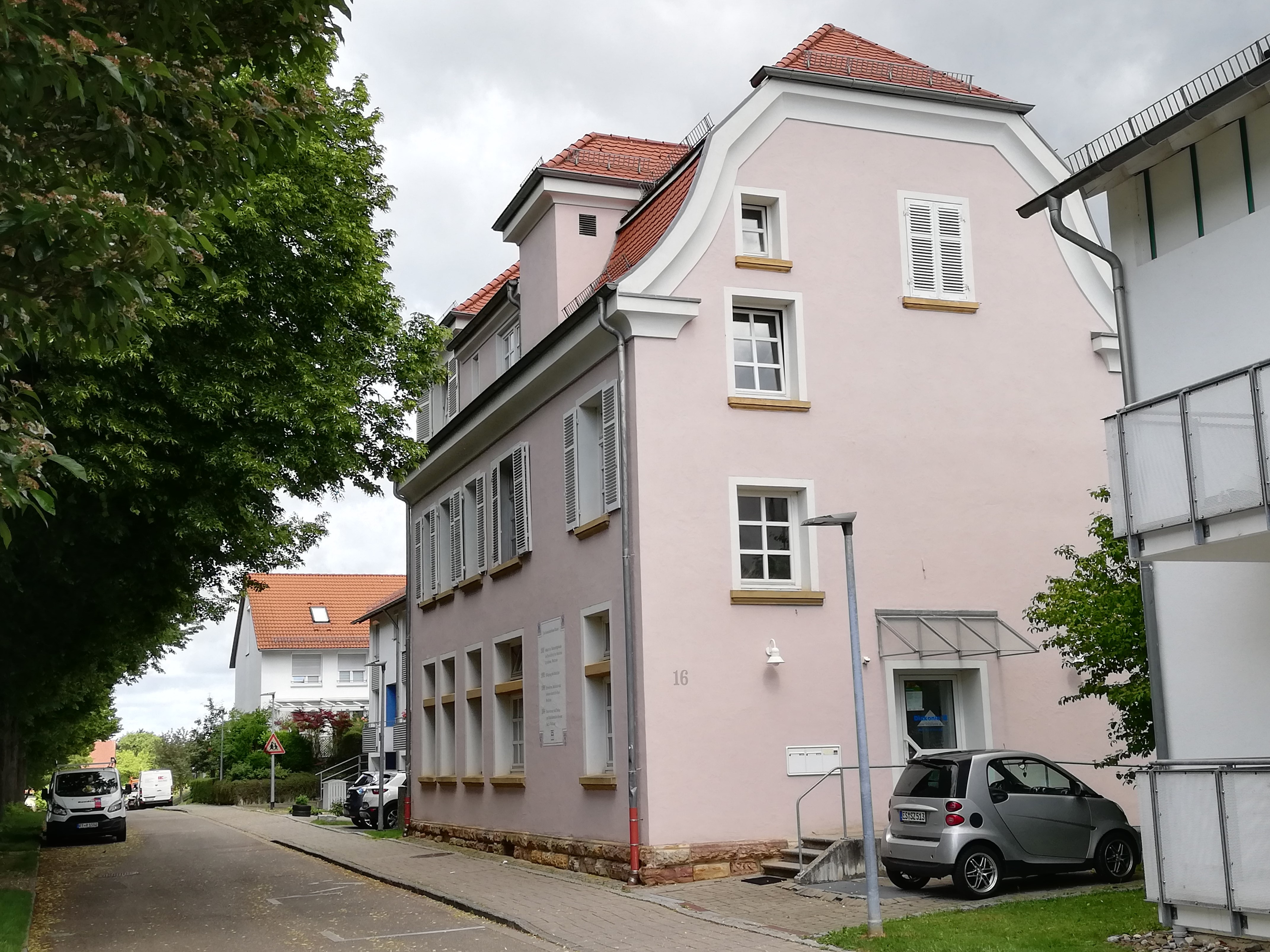
Das ehemalige Weilheimer Empfangsgebäude in der Bahnhofstraße 16 im Jahr 2020

Heute ist das Gleis ab dem Streckenkilometer 5,5, der kurz hinter dem Holzmadener Bahnhof liegt, abgebaut. Der letzte Streckenabschnitt wurde teilweise zu einem Fuß- und Radweg umgebaut. Er wird aber von der Stadt Weilheim bis zum Bildungszentrum Wühle für eine mögliche Reaktivierung freigehalten. Das Weilheimer Empfangsgebäude wird heute von der Diakonie genutzt. Der Holzmadener Bahnhof ist denkmalgeschützt und dient als Restaurant.

## Zukunft
Pläne sehen eine Wiederinbetriebnahme der Weilheimer Strecke sowie daran anschließend eine Neubaustrecke zur Verknüpfung mit der von Göppingen nach Bad Boll führenden Voralbbahn vor, die ebenfalls stillgelegt ist. Im Regionalverkehrsplan der Region Stuttgart von 2001 ist die Errichtung einer solchen Verbindung unter „Hohe Dringlichkeit“ eingestuft. Ein Gutachten vom März 2018 prognostiziert hierfür mindestens 3000 Fahrgäste täglich.
Jedoch bescheinigte ein weiteres Gutachten vom März 2019 dem Vorhaben, vor allem durch die kostenintensive Neubaustrecke zwischen Bad Boll und Weilheim, mangelnde Rentabilität.
Die Schnellfahrstrecke Wendlingen–Ulm überquert die Trasse zwischen Holzmaden und Weilheim parallel zur Bundesautobahn 8. Ein Vorschlag sah eine temporäre Nutzung im Güterverkehr während der Bauarbeiten für die Schnellfahrstrecke vor, dies wurde aber nicht mehr weiter verfolgt.
Im November 2020 stellte das Ministerium für Verkehr Baden-Württemberg eine Potenzialstudie für die Reaktivierung von Nebenbahnen vor. Dabei kam die Strecke Kirchheim-Weilheim in die Kategorie C mit einer täglichen durchschnittlichen Auslastung von 640 Personenkilometern pro Streckenkilometer. Im Zusammenhang mit einer durchgehenden Strecke Kirchheim-Weilheim-Bad Boll-Göppingen errechnete die Analyse die Kategorie A mit einer täglichen durchschnittlichen Auslastung von 2190 Personenkilometern pro Streckenkilometer. Diese Bewertung führte im Frühling 2021 dazu, dass sich die Landkreise Esslingen, Göppingen und der Ostalbkreis sowie die Regionalverbände Stuttgart und Ostwürttemberg dazu entschlossen, mit Hilfe einer Landesförderung von 75 % der anfallenden Kosten eine Machbarkeitsstudie für die Reaktivierung der Bahnen Kirchheim-Göppingen sowie Göppingen-Schwäbisch Gmünd in Auftrag zu geben.
Am 6. März 2023 wurde in Bad Boll Vertretern der Anliegerkommunen und Interessenvertretern das Ergebnis der Machbarkeitsstudie vorgestellt. Dabei wurde erläutert, dass die Strecke Kirchheim-Weilheim als Verlängerung der in Kirchheim endenden Stuttgarter S-Bahn-Linie S1 einen Nutzen-Kosten-Faktor (NKF) von 1,47. Ein NKF von >1 bedeutet, dass sich eine weitere Betrachtung lohnt, da eine Förderung durch das Bundes-GVFG und das Landes-GVFG möglich ist und damit eine sehr hohe Förderung einer Reaktivierungsmaßnahme. Eine Durchbindung nach Bad Boll konnte weder als EBO-Strecke noch als BOStrab-Strecke einen NKF >1 erreichen.
Im Juni 2024 wurde beim Verband Region Stuttgart das einer Machbarkeitsstudie vorgestellt, das die Reaktivierung der Strecke als die zweite von drei Stufen vorsieht, um die S-Bahn Stuttgart von Kirchheim (Teck) nach Oberlenningen und Weilheim zu verlängern. Die Strecke soll dabei mit S-Bahn-Kurzzügen befahren werden. Die Ergebnisse der Studie wurden im Juni 2024 vorgestellt. Auf der Grundlage der Ergebnisse soll der VRS nunmehr Gespräche mit dem Fördergeber, dem Landkreis, den Kommunen und der Deutschen Bahn aufzunehmen. Das Vorhaben steht insbesondere unter dem Vorbehalt einer besseren Betriebsqualität, wie sie im Rahmen des Digitalen Knotens Stuttgart erwartet wird.
Der Verkehrsausschuss des Verband Region Stuttgart beriet am 22. Januar 2025 über die mögliche Einrichtung einer Expressbus-Linie (Arbeitstitel X92) von Kirchheim unter Teck über Weilheim und Bad Boll bis Göppingen. Diese Buslinie könnte eine Art Vorlaufbetrieb darstellen für die Reaktivierung der Voralbbahn wie auch der Weilheimer Bahn.